# IJslands voetbalelftal in 2013
Het IJslands voetbalelftal speelde in totaal tien interlands in het jaar 2013, waaronder acht wedstrijden in het kwalificatietoernooi voor het wereldkampioenschap voetbal 2014 in Brazilië. De selectie stond onder leiding van bondscoach Lars Lagerbäck. Vier spelers speelden in 2013 alle tien duels mee: verdediger Ragnar Sigurðsson, middenvelders Ari Skúlason en Birkir Bjarnason en aanvaller Eiður Guðjohnsen.
IJsland won van de tien gespeelde interlands er vier en verloor er drie, met een negatief doelsaldo van –1. Na een negatief begin van het decennium met slechte resultaten in 2010 en 2011 presteerde IJsland onder bondscoach Lars Lagerbäck beter dan het in jaren deed: het won meer interlands dan het verloor en behaalde in zes van de reguliere WK-kwalificatiewedstrijden elf punten. In oktober 2013 won IJsland van Cyprus (2–0) en speelde het gelijk tegen Noorwegen (1–1), waardoor IJsland zich kwalificeerde voor de play-offs voor deelname aan het wereldkampioenschap. In het Laugardalsvöllur in Reykjavík eindigde de eerste wedstrijd in het tweeluik met Kroatië in een doelpuntloos gelijkspel; in de terugwedstrijd op 19 november won Kroatië met 2–0 door doelpunten van Mario Mandžukić en Darijo Srna, waardoor IJsland deelname aan haar eerste interlandtoernooi misliep. Door de resultaten van het nationaal elftal in het WK-kwalificatietoernooi steeg het op de FIFA-wereldranglijst van de 89ste (januari 2013) naar de 49ste plaats (december 2013). Het was de grootste sprong die IJsland in één interlandjaar maakte op de mondiale ranglijst sinds de invoering van de lijst in 1993.

## Balans
| Wedstrijden | Wedstrijden | Wedstrijden | Wedstrijden | Doelpunten | Doelpunten | Doelpunten | Punten |
| Gespeeld    | Winst       | Gelijk      | Verlies     | Voor       | Tegen      | Saldo      | Punten |
| ----------- | ----------- | ----------- | ----------- | ---------- | ---------- | ---------- | ------ |
| 10          | 4           | 3           | 3           | 14         | 15         | –1         | 1.100  |

## Interlands
|                                                                 |         |                                    |         |                                                                                                 |
| 6 februari Vriendschappelijk № 404 «onderlinge duels» 20:30 uur | IJsland | 0 – 2                              | Rusland | Estadio Municipal de Marbella, Marbella Toeschouwers: 2.000 Scheidsrechter: Antonio Mateu (ESP) |
| 6 februari Vriendschappelijk № 404 «onderlinge duels» 20:30 uur |         | 43' Roman Sjirokov 66' Oleg Sjatov |         | Estadio Municipal de Marbella, Marbella Toeschouwers: 2.000 Scheidsrechter: Antonio Mateu (ESP) |

|                                                                     |                        |       |                                           |                                                                                             |
| 22 maart WK-kwalificatie Groep D № 405 «onderlinge duels» 18:00 uur | Slovenië               | 1 – 2 | IJsland                                   | Športni Park Stožice, Ljubljana Toeschouwers: 6.000 Scheidsrechter: Stavros Tritsonis (GRE) |
| 22 maart WK-kwalificatie Groep D № 405 «onderlinge duels» 18:00 uur | Milivoje Novakovič 34' |       | 55' Gylfi Sigurðsson 78' Gylfi Sigurðsson | Športni Park Stožice, Ljubljana Toeschouwers: 6.000 Scheidsrechter: Stavros Tritsonis (GRE) |

|                                                                   |                                                    |       |                                                                          |                                                                                    |
| 7 juni WK-kwalificatie Groep D № 406 «onderlinge duels» 21:00 uur | IJsland                                            | 2 – 4 | Slovenië                                                                 | Laugardalsvöllur, Reykjavik Toeschouwers: 9.202 Scheidsrechter: Felix Zwayer (GER) |
| 7 juni WK-kwalificatie Groep D № 406 «onderlinge duels» 21:00 uur | Birkir Bjarnason 22' Alfreð Finnbogason 26' (pen.) |       | 11' Andraž Kirm 31' (pen.) Valter Birsa 61' Boštjan Cesar 85' Rene Krhin | Laugardalsvöllur, Reykjavik Toeschouwers: 9.202 Scheidsrechter: Felix Zwayer (GER) |

|                                                                  |                         |       |         |                                                                                   |
| 14 augustus Vriendschappelijk № 407 «onderlinge duels» 20:45 uur | IJsland                 | 1 – 0 | Faeröer | Laugardalsvöllur, Reykjavík Toeschouwers: 4.815 Scheidsrechter: Tore Hansen (NOR) |
| 14 augustus Vriendschappelijk № 407 «onderlinge duels» 20:45 uur | Kolbeinn Sigþórsson 65' |       |         | Laugardalsvöllur, Reykjavík Toeschouwers: 4.815 Scheidsrechter: Tore Hansen (NOR) |

|                                                                        |                                                                                               |       |                                                                                               |                                                                                  |
| 6 september WK-kwalificatie Groep E № 408 «onderlinge duels» 20:30 uur | Zwitserland                                                                                   | 4 – 4 | IJsland                                                                                       | Stade de Suisse, Bern Toeschouwers: 26.000 Scheidsrechter: Sergej Karasjov (RUS) |
| 6 september WK-kwalificatie Groep E № 408 «onderlinge duels» 20:30 uur | Stephan Lichtsteiner 15' Fabian Schär 27' Stephan Lichtsteiner 30' Blerim Džemaili 54' (pen.) |       | 3' Jóhann Guðmundsson 56' Kolbeinn Sigþórsson 68' Jóhann Guðmundsson 90+1' Jóhann Guðmundsson | Stade de Suisse, Bern Toeschouwers: 26.000 Scheidsrechter: Sergej Karasjov (RUS) |

|                                                                         |                                              |       |                |                                                                                      |
| 10 september WK-kwalificatie Groep E № 409 «onderlinge duels» 20:00 uur | IJsland                                      | 2 – 1 | Albanië        | Laugardalsvöllur, Reykjavík Toeschouwers: 9.768 Scheidsrechter: Andre Marriner (ENG) |
| 10 september WK-kwalificatie Groep E № 409 «onderlinge duels» 20:00 uur | Birkir Bjarnason 14' Kolbeinn Sigþórsson 47' |       | 9' Valdet Rama | Laugardalsvöllur, Reykjavík Toeschouwers: 9.768 Scheidsrechter: Andre Marriner (ENG) |

|                                                                       |                                              |       |        |                                                                                  |
| 11 oktober WK-kwalificatie Groep E № 410 «onderlinge duels» 20:45 uur | IJsland                                      | 2 – 0 | Cyprus | Laugardalsvöllur, Reykjavík Toeschouwers: 9.767 Scheidsrechter: István Vad (HUN) |
| 11 oktober WK-kwalificatie Groep E № 410 «onderlinge duels» 20:45 uur | Kolbeinn Sigþórsson 60' Gylfi Sigurðsson 76' |       |        | Laugardalsvöllur, Reykjavík Toeschouwers: 9.767 Scheidsrechter: István Vad (HUN) |

|                                                                       |                    |       |                          |                                                                                    |
| 15 oktober WK-kwalificatie Groep E № 411 «onderlinge duels» 20:00 uur | Noorwegen          | 1 – 1 | IJsland                  | Ullevaal Stadion, Oslo Toeschouwers: 6.796 Scheidsrechter: Paolo Tagliavento (ITA) |
| 15 oktober WK-kwalificatie Groep E № 411 «onderlinge duels» 20:00 uur | Daniel Braaten 30' |       | 12' Kolbeinn Sigthórsson | Ullevaal Stadion, Oslo Toeschouwers: 6.796 Scheidsrechter: Paolo Tagliavento (ITA) |

|                                                                          |         |       |         |                                                                                        |
| 15 november WK-kwalificatie Play-offs № 412 «onderlinge duels» 20:00 uur | IJsland | 0 – 0 | Kroatië | Laugardalsvöllur, Reykjavik Toeschouwers: 10.000 Scheidsrechter: Alberto Undiano (ESP) |
| 15 november WK-kwalificatie Play-offs № 412 «onderlinge duels» 20:00 uur |         |       |         | Laugardalsvöllur, Reykjavik Toeschouwers: 10.000 Scheidsrechter: Alberto Undiano (ESP) |

|                                                                          |                                     |       |         |                                                                                  |
| 19 november WK-kwalificatie Play-offs № 413 «onderlinge duels» 20:15 uur | Kroatië                             | 2 – 0 | IJsland | Maksimirstadion, Zagreb Toeschouwers: 20.000 Scheidsrechter: Björn Kuipers (NED) |
| 19 november WK-kwalificatie Play-offs № 413 «onderlinge duels» 20:15 uur | Mario Mandžukić 27' Darijo Srna 47' |       |         | Maksimirstadion, Zagreb Toeschouwers: 20.000 Scheidsrechter: Björn Kuipers (NED) |

## FIFA-wereldranglijst
| JAN | FEB | MAR | APR | MEI | JUN | JUL | AUG | SEP | OKT | NOV | DEC |
| --- | --- | --- | --- | --- | --- | --- | --- | --- | --- | --- | --- |
| 89  | 98  | 92  | 73  | 73  | 61  | 73  | 70  | 54  | 46  | 50  | 49  |

## Statistieken
| Hannes Halldórsson      | 27.04.1984 | KR Reykjavík         | 9  | 0 | 0 | 9  | 0 |
| Gunnleifur Gunnleifsson | 14.07.1975 | Breiðablik Kópavogur | 1  | 0 | 0 | 1  | 0 |
| Verdediging             |            |                      |    |   |   |    |   |
| Ragnar Sigurðsson       | 19.06.1986 | FK Krasnodar         | 9  | 1 | 0 | 10 | 0 |
| Birkir Sævarsson        | 11.11.1984 | SK Brann             | 8  | 0 | 0 | 8  | 0 |
| Sölvi Ottesen           | 18.02.1984 | FK Oeral             | 2  | 0 | 0 | 2  | 0 |
| Hallgrímur Jónasson     | 04.05.1986 | SønderjyskE          | 1  | 1 | 0 | 2  | 0 |
| Hjálmar Jónsson         | 29.07.1980 | IFK Göteborg         | 1  | 0 | 0 | 1  | 0 |
| Kristinn Jónsson        | 04.08.1990 | Breiðablik Kópavogur | 1  | 0 | 0 | 1  | 0 |
| Jóhann Laxdal           | 27.01.1990 | Stjarnan Garðabær    | 0  | 1 | 0 | 1  | 0 |
| Middenveld              |            |                      |    |   |   |    |   |
| Birkir Bjarnason        | 27.05.1988 | UC Sampdoria         | 10 | 0 | 2 | 10 | 2 |
| Ari Skúlason            | 14.05.1987 | Odense BK            | 9  | 1 | 0 | 10 | 0 |
| Gylfi Sigurðsson        | 08.09.1989 | Tottenham Hotspur    | 8  | 0 | 3 | 8  | 3 |
| Kári Árnason            | 13.10.1982 | Rotherham United     | 8  | 0 | 0 | 8  | 0 |
| Aron Gunnarsson         | 22.04.1989 | Cardiff City         | 8  | 0 | 0 | 8  | 0 |
| Emil Hallfreðsson       | 29.06.1984 | Hellas Verona        | 4  | 1 | 0 | 5  | 0 |
| Helgi Daníelsson        | 13.07.1981 | CF Os Belenenses     | 3  | 3 | 0 | 6  | 0 |
| Ólafur Skúlason         | 01.04.1983 | SV Zulte Waregem     | 1  | 3 | 0 | 4  | 0 |
| Aanval                  |            |                      |    |   |   |    |   |
| Eiður Guðjohnsen        | 15.09.1978 | Club Brugge          | 5  | 5 | 0 | 10 | 0 |
| Kolbeinn Sigþórsson     | 14.03.1990 | AFC Ajax             | 9  | 0 | 5 | 9  | 5 |
| Jóhann Guðmundsson      | 27.10.1990 | AZ                   | 7  | 2 | 3 | 9  | 3 |
| Alfreð Finnbogason      | 01.02.1989 | sc Heerenveen        | 6  | 2 | 1 | 8  | 1 |
| Rúrik Gíslason          | 25.02.1988 | FC Kopenhagen        | 0  | 5 | 0 | 5  | 0 |
| Arnór Smárason          | 07.09.1988 | Helsingborgs IF      | 0  | 2 | 0 | 2  | 0 |
| Gunnar Þorvaldsson      | 01.04.1982 | IFK Norrköping       | 0  | 1 | 0 | 1  | 0 |